# Protestantisme à Vesoul

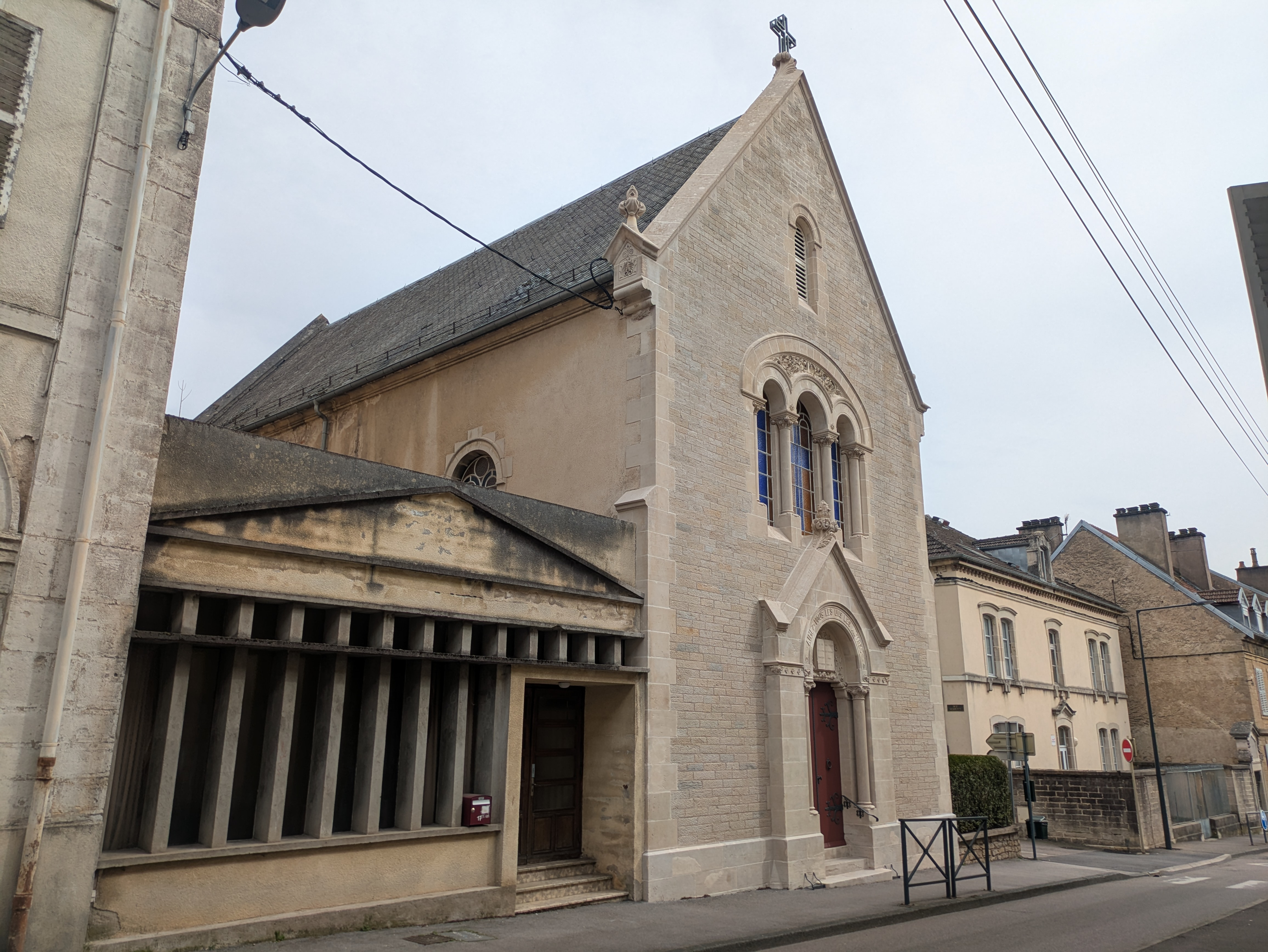
Le temple protestant.

Le Protestantisme à Vesoul a été introduit au milieu du XVIe siècle. Toutefois, à l'instigation du parlement de Dole, tous les protestants furent chassés de la ville avant la fin du même siècle. Le protestantisme fut réintroduit à Vesoul à partir de 1841 grâce à la demande de trois Vésuliens d'origine suisse. La communauté protestante de Vesoul s'accroît ensuite considérablement et des souscriptions sont lancées dès 1863, pour financer l'édification d'un temple protestant à Vesoul, qui est finalement inauguré le 16 juin 1866. La ville de Vesoul a accueilli près d'une vingtaine de pasteurs depuis la création de la paroisse de Vesoul.

## Histoire

### Vesoul au temps de la Réforme

#### La Révolte des paysans

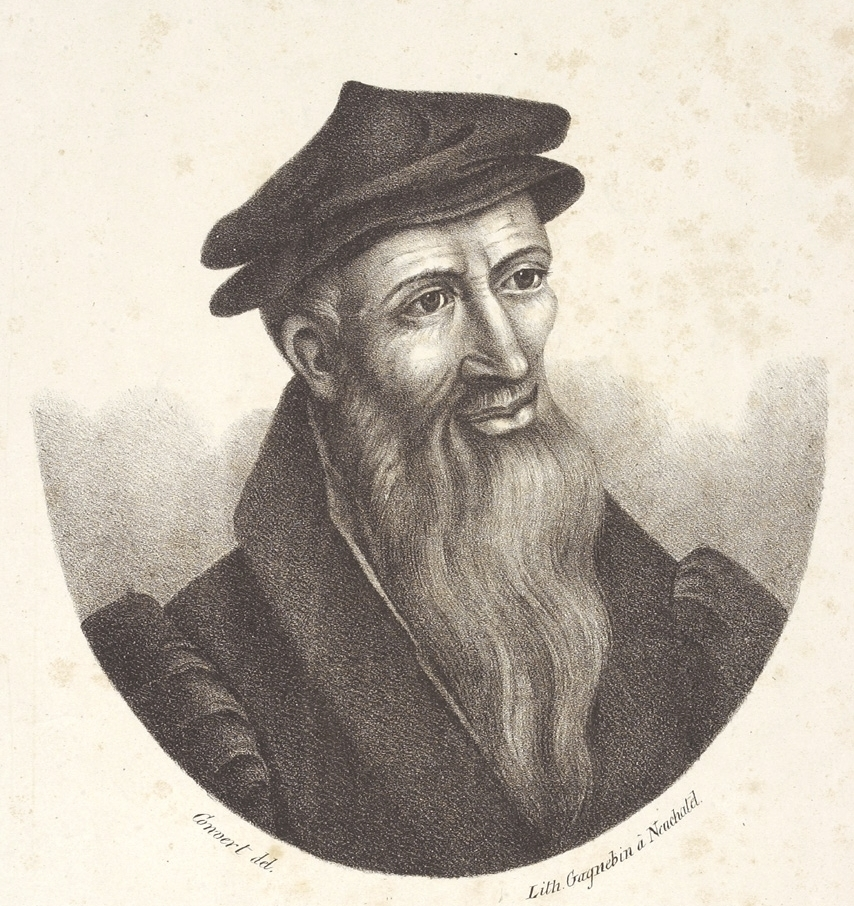
Guillaume Farel, principal diffuseur du protestantisme dans la région de Vesoul jusqu'au Pays de Montbéliard

Lors de la réforme protestante, les idées nouvelles se répandent dans la région de Vesoul depuis le Pays de Montbéliard où prêche Guillaume Farel. En mars 1525, Ulrich VI de Wurtemberg chasse Guillaume Farel de Montbéliard. Cela catalyse le mécontentement des paysans de la région de  Montbéliard, favorables à la Réforme également dénommés "mutins" ou "bonshommes", qui se révoltent, prenant pour signe de ralliement une vieille chaussure au bout d'une perche, comme les paysans révoltés d'Allemagne. Forçant l'entrée de villes et de villages, ils s'en prennent aux édifices religieux.
En mai 1525, la ville de Vesoul fut à son tour menacée. Le 10 mai 1525, le procureur de l'archiduchesse des Pays-Bas Thiébaud Ponsot engagea des groupes d'infanterie (221 Vésuliens) pour protéger la ville. Finalement, grâce à ses troupes, Vesoul repoussa les révoltés de Montbéliard, qui s'étaient tout de même établis jusqu'aux portes de Vesoul, dans le village de Colombier. La révolte fut finalement noyée dans le sang lors d'un bataille livrée devant  Villersexel en août 1525.

#### L'expulsion des prédicateurs protestants
Cette défaite militaire, si elle met fin à une jacquerie, n'empêche pas les prédicateurs protestants d'entrer à Vesoul pour y donner des "lectures publiques" et y colporter des livres protestants, appelant leur auditoire à changer de religion - ou à changer la religion. Le parlement de Dole réagit avec la plus grande fermeté et veut ériger la Franche-Comté en rempart du catholicisme au moment où la Réforme rencontre de grands succès tant en Alsace qu'en Suisse ou à Montbéliard.
À la fin de l'année 1525, un luthérien du nom de Nicolas Selvit, qui réalisait des lectures publiques fut chassé de la ville de Vesoul. Quelque temps plus tard, c'est au tour de Nicolas Bucheron, un autre prédicateur "luthérien" de se faire expulser de Vesoul. Ce dernier a ouvert dans la ville une école. Il enseignait des cours qui était suspectés d'être hérétiques. Nicolas Bucheron refusait de révéler le véritable contenu de ses enseignements, qui à l'époque étaient soumis à l'autorisation du Prieuré du Marteroy. Pierre d'Andelot[Qui ?], frère de Jean d'Andelot, condamnait l'attitude de Nicolas Bucheron, estimant que contrôler l'éducation était un droit important détenu par le prieuré et l'inspection. Nicolas Bucheron et Nicolas Selvit venaient tous les deux du village d'Amance. Ces deux hommes sont désignés comme des personnes de "belles manières et beau langage",.

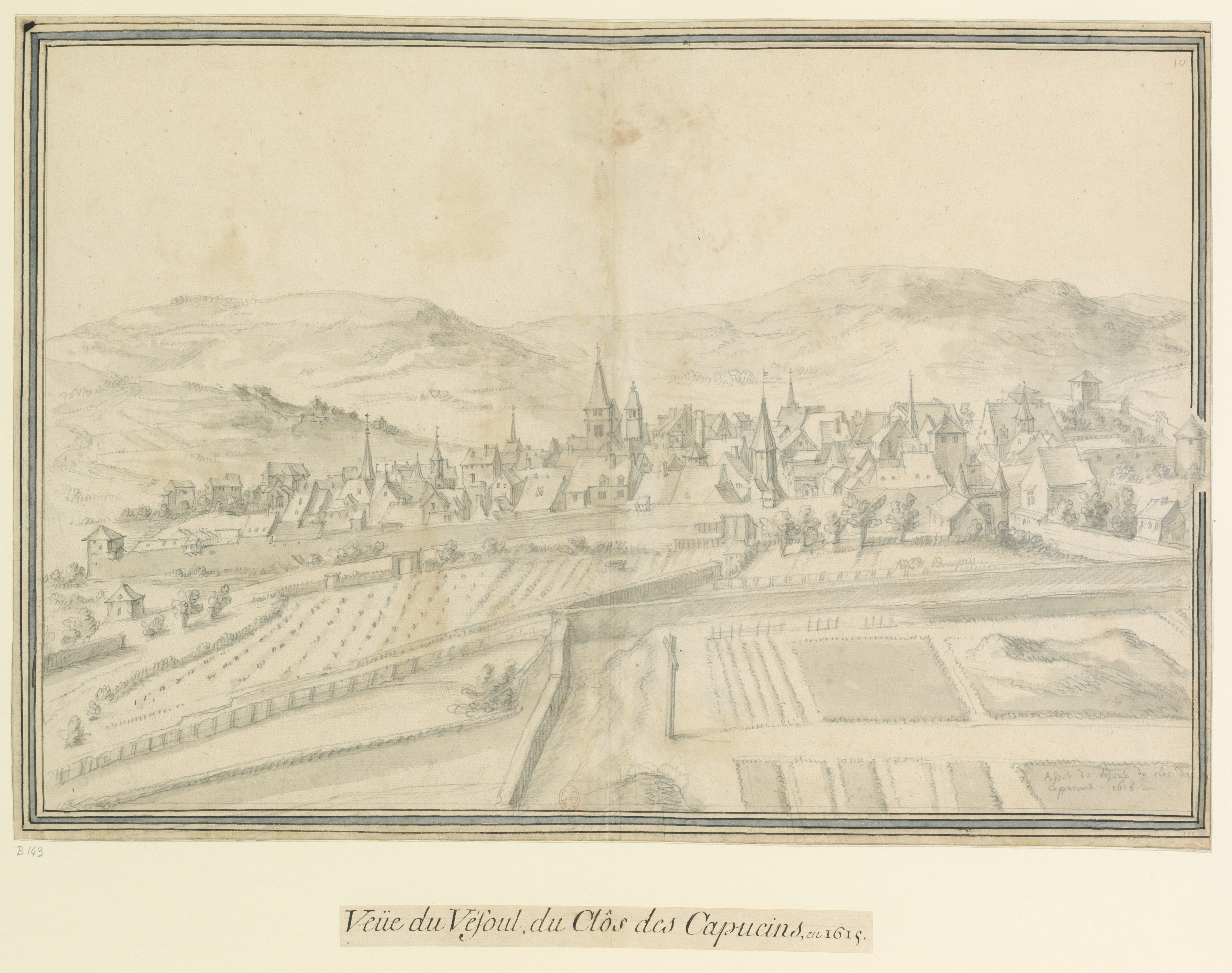
Vue de Vesoul en 1615

D'autres remous tant politiques et religieux que militaires ont encore lieu dans la région avant la fin du XVIe siècle, mais ne touchent pas Vesoul, où la situation reste donc inchangée.
L'édit de Nantes, ratifié en 1598, limite la pratique du protestantisme en France. En 1685, l'édit de Fontainebleau viendra marquer un coup d'arrêt dans la pratique du protestantisme en France en interdisant strictement le culte. Les protestants de Vesoul s'exilent ou se voient être contraint d'abandonner leur foi.

### LeXIXesiècleet le retour du protestantisme à Vesoul

#### La constitution de la paroisse
Ce n'est qu'après la Révolution française que la pratique du protestantisme est à nouveau autorisée en France : la loi du 8 avril 1802 rétablit officiellement et reconnaît par ailleurs deux mouvances distinctes (luthérien et calviniste). À Vesoul, une réunion entre trois Suisses habitant Vesoul a lieu le 17 mai 1841 en vue de fonder une Eglise protestante : Louis Tournier (teinturier né en 1788 au Locle), Henri Ducommun (horloger né en 1780 à La Chaux-de-Fonds) et Adam Perle (pâtissier né en 1793 à Valchava). La paroisse protestante de Vesoul est créée ce jour-là. On recense alors 6 788 habitants à Vesoul en 1841. La région de Vesoul totalise une centaine de protestants. La principale instance protestante du département est le Consistoire de Héricourt, où se trouve une importante communauté protestante.
Au début, les réunions de culte protestant ont lieu dans la maison de Louis Tournier, au n°29 rue du Breuil (aujourd'hui n°31 rue du Breuil). Par la suite, ils leur est prêté la salle de justice de paix pour y exercer le culte. Des objets de culte chrétiens sont installés dans la salle de justice de paix : des vases sacrés tels que des calices et des ciboires ont été généreusement donnés par la duchesse d'Orléans. En général, près de quatre-vingts personnes assistent à la séance, dont entre vingt et trente catholiques. Quand c'est au tour des communiants, il y en a entre quarante et soixante. Lors des communions, une table couverte d'une nappe est placée à côté de la chaire. Les communions ont lieu deux dimanches par an (une au printemps et une en automne). Avant le dernier chant de chaque service mensuel, une quête est réalisée pour les pauvres.
Les protestants de la ville bénéficient rapidement d'autres faveurs des autorités locales, en particulier de la part de Nicolas Baulmont, maire de Vesoul depuis 1837 et de Jules Mazères, préfet de la Haute-Saône. Une partie du cimetière de la ville (une bande de terre de deux à trois mètres de large), séparée des tombes catholiques, leur est notamment accordée par le maire. Dès le 5 septembre 1841, un pasteur est envoyé à Vesoul par le Consistoire de Héricourt pour y assurer le culte à raison d'un dimanche par mois.
En 1842, l'oratoire protestant de Vesoul est créé comme succursale du Consistoire de Héricourt. Totalisant environ quarante membres réguliers, il y accueille entre autres des alsaciens, des allemands, ainsi que des militaires en garnison à Vesoul
,. Progressivement, la communauté de Vesoul s'accroit et il paraît de plus en plus nécessaire d'améliorer les structures confessionnelles locales.

#### Développement de la communauté protestante

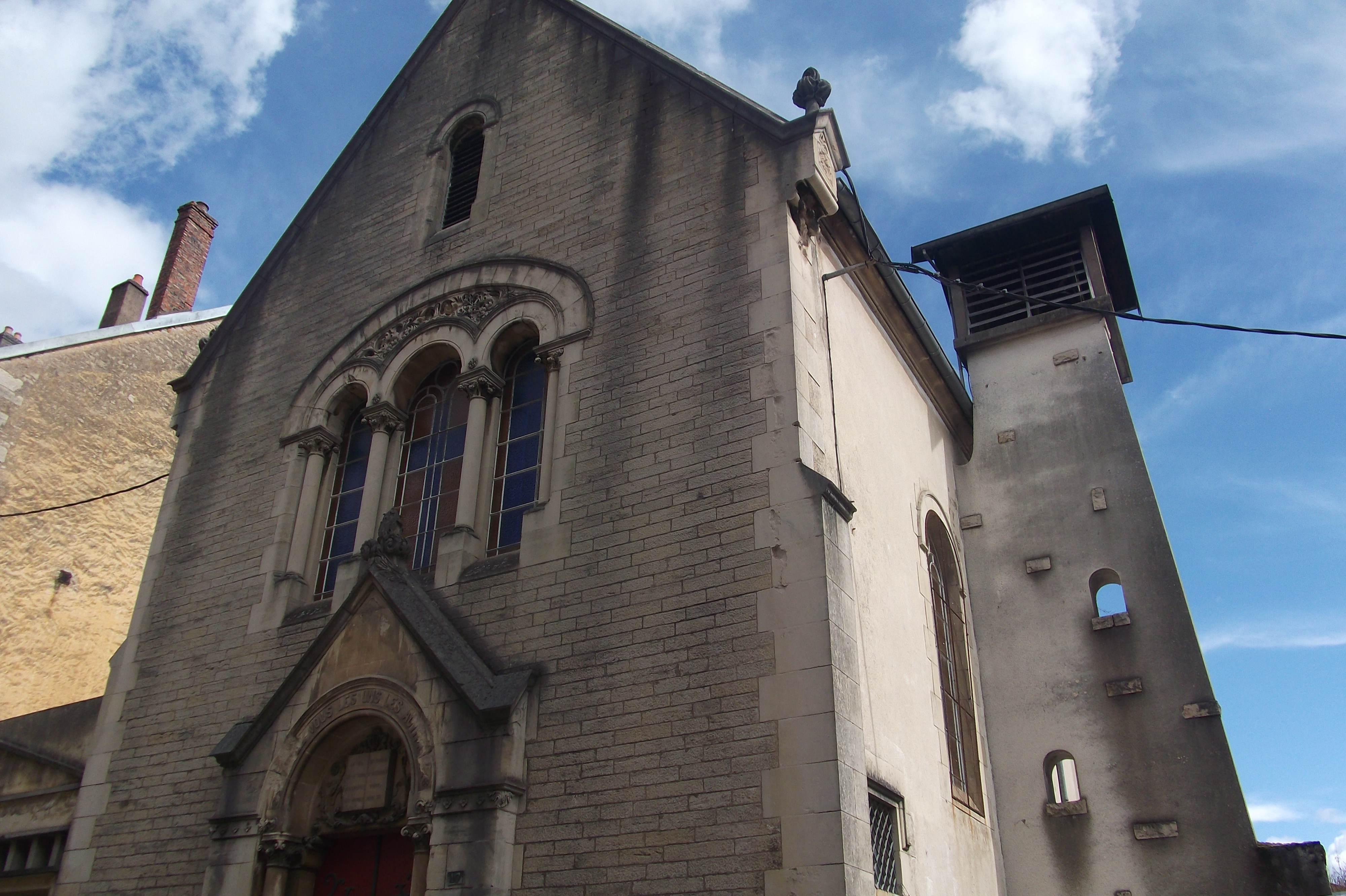
Le temple protestant, bâti en 1865-1866.

En 1847, la communauté protestante de Vesoul totalise 300 personnes principalement répartis à travers l'arrondissement de Vesoul et de Gray : 60 à Vesoul, 50 à Gray, 40 à Bourbonne-les-Bains, 20 à Monthureux-sur-Saône et enfin 130 dans les contrées plus reculées. L'instruction religieuse des enfants protestants de Vesoul est assurée par leurs parents ainsi qu'occasionnellement par le pasteur du Consistoire de Héricourt.
Dans les années 1850, la construction d'un véritable lieu de culte protestant à Vesoul devient alors une priorité pour la communauté. En 1860, le premier pasteur de Vesoul est nommé ; il s'agit d'Eugène Racine. Dès 1863, il entreprit de nombreuses démarches pour la construction d'un temple dans la ville. Une parcelle de verger est acquise rue Saint-Georges, à l'est de la cité : le gros œuvre est commencé dès 1865 pour être terminé l'année suivante. Le 16 juin 1866, le temple protestant de Vesoul est inauguré.

### DuXXesiècleà nos jours
Lors de la séparation de l'Église et de l'État en 1905, c'est le pasteur Eugène Bernard, en poste a Vesoul depuis 1888, qui règle les différentes questions relatives a cette nouvelle loi. Il crée par ailleurs au sein de la paroisse de Vesoul, deux nouveaux lieux de culte protestant, à Lure en 1901, puis à Luxeuil-lès-Bains en 1913.
En 1954, le pasteur Charles Mathiot, en poste à Vesoul depuis 1913, quitte la paroisse de Vesoul. Actif au sein de la communauté locale, il fut à l'origine de nombreux projets locaux. Il est remplacé par Michel Dautry.
Dans la deuxième moitié du XXe siècle, on note l'émergence de nombreux mouvements évangéliques à Vesoul.

## Organisation communautaire

### La paroisse
Concernant l'église protestante unie de France, Vesoul est le siège de sa propre paroisse, qui dépend de la circonscription religieuse du consistoire de Héricourt-Saint-Julien, avec sept autres paroisses. Ce consistoire est l'un des quatre consistoires de la « Région Est-Montbéliard ». La paroisse de Vesoul couvre un large secteur en s'étendant jusqu'à Gray, au sud-ouest du département, ainsi qu'en couvrant une bonne partie de l'ouest et du nord-ouest de la Haute-Saône. Cette vaste zone est principalement caractérisée par une densité de population relativement faible.

### Les lieux de culte
Le principal lieu de culte protestant à Vesoul est le temple protestant de la rue Saint-Georges. Inauguré en 1866 selon les plans de l'architecte vésulien Charles Dodelier, on y ajoute en 1965 un clocher abritant les « cloches de paix », cloches offertes par la paroisse allemande de Gerlingen, ville jumelée à Vesoul. En 1965, la salle paroissiale est construite à proximité du temple et inaugurée en 1966. En 1974, un orgue est inauguré qui, en 1984, est remplacé par un nouvel instrument installé par le facteur d'orgue Bois. Le temple est inscrit monuments historiques le 5 août 2020.
Sur la voûte de la porte d'entrée est gravée l'inscription : « aimez-vous les uns les autres ». Cette voûte est constituée de plusieurs ornements et d'une Bible ouverte où l'on peut voir gravé le verset suivant : « le ciel et la terre passeront, mes paroles ne passeront point » (Mathieu XXIV, 35). Située à la pointe en haut du temple, une croix de Jésus surplombe l'édifice.
La ville compte également quelques autres lieux de cultes, mais il s'agit principalement de maisons et locaux aménagés que de véritables temples.

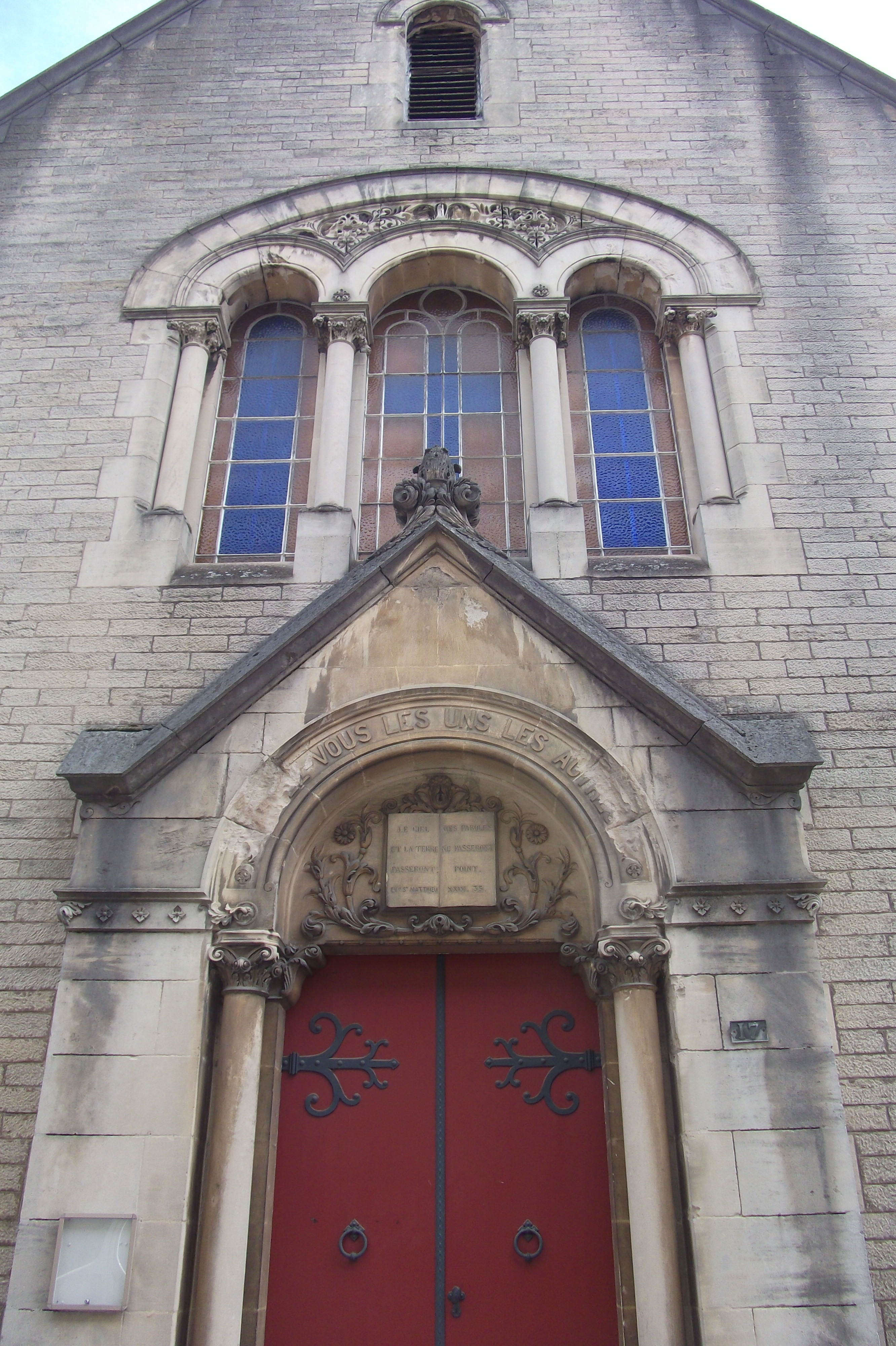
Façade d'entrée du temple.
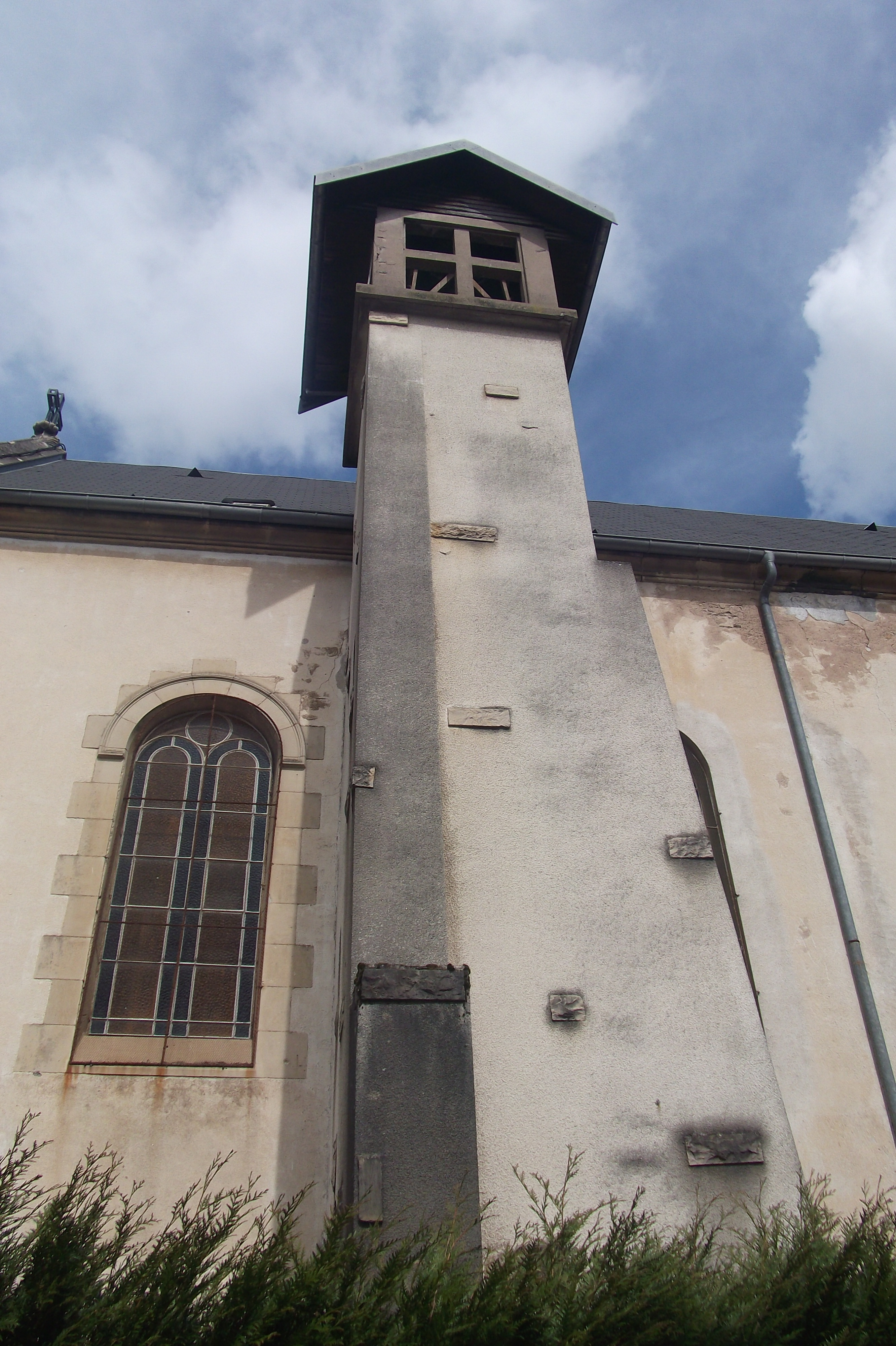
Le clocher construit en 1965.
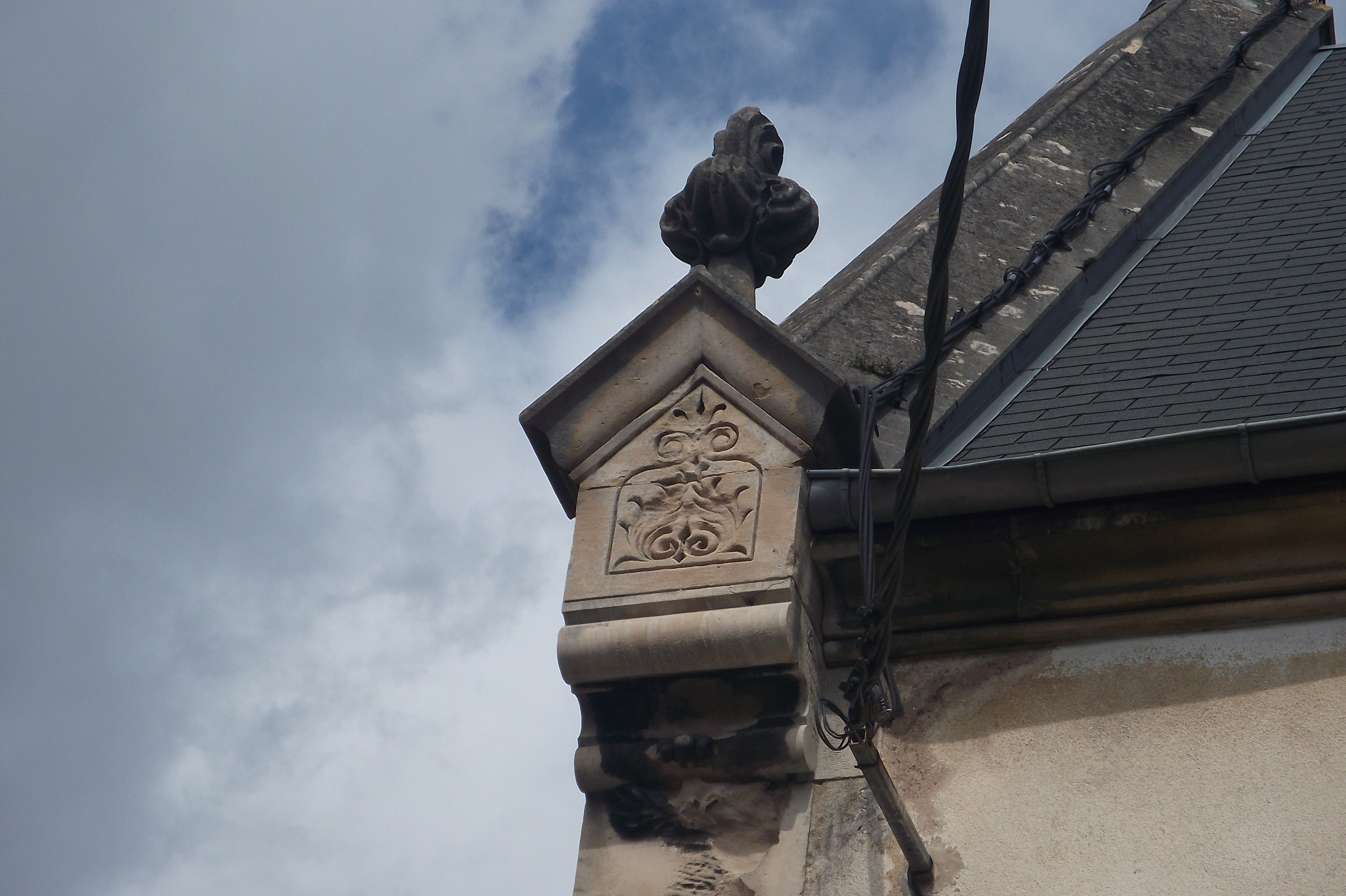
Ornement du temple.
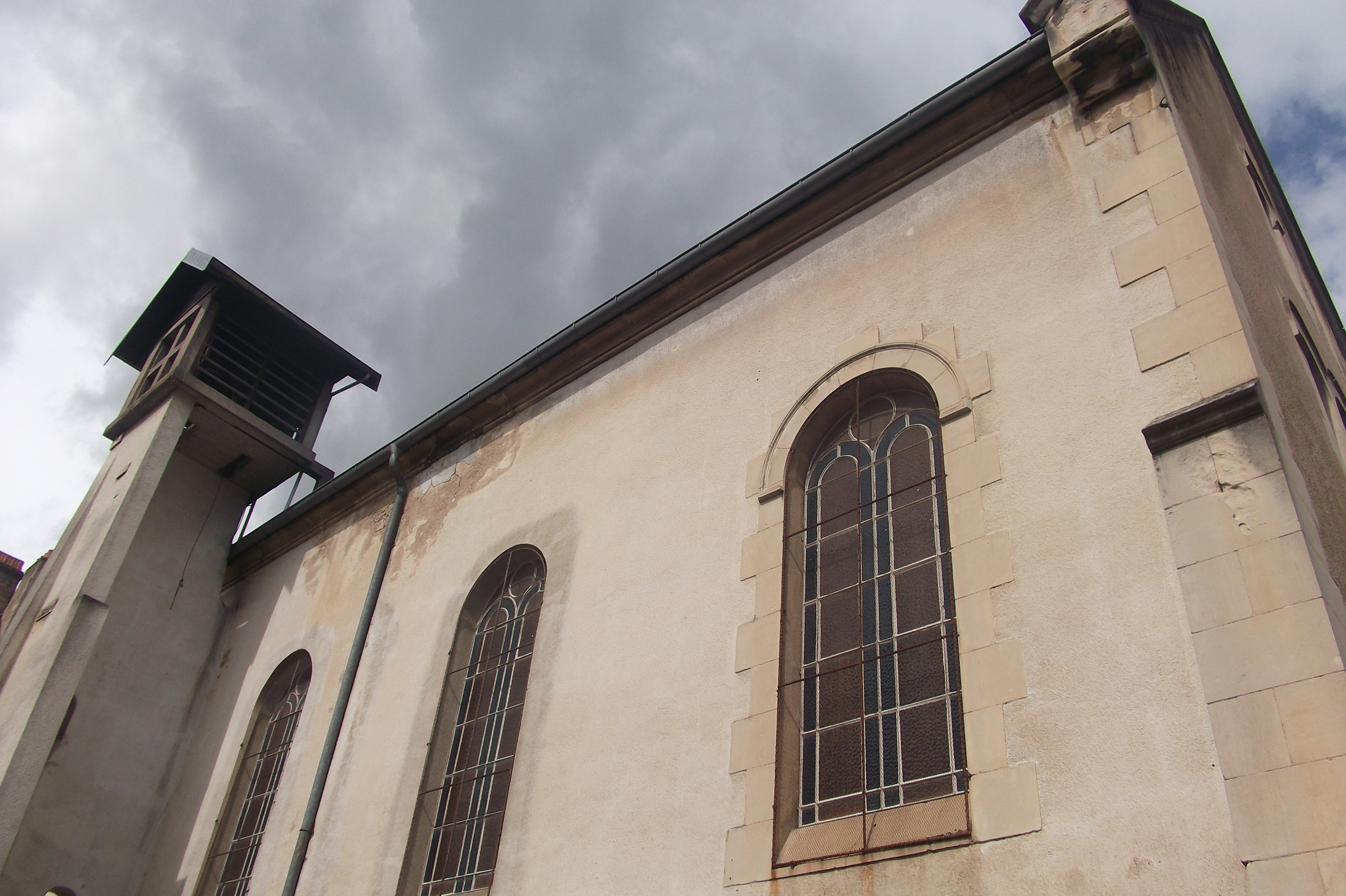
Façade latérale du temple.
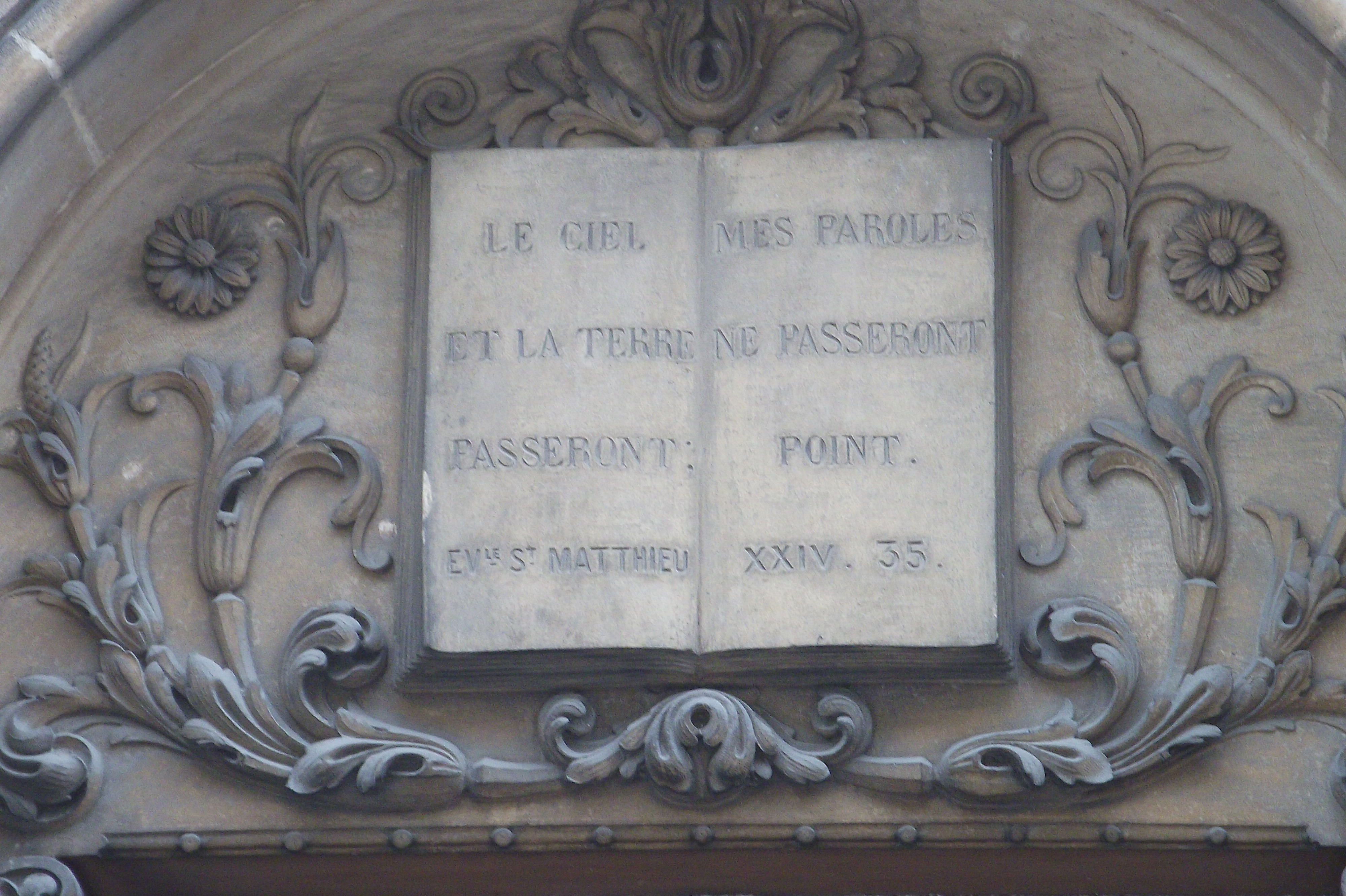
Inscription : « Le ciel et la terre passeront : mes paroles ne passeront point ».

## Les personnalités protestantes liées à Vesoul

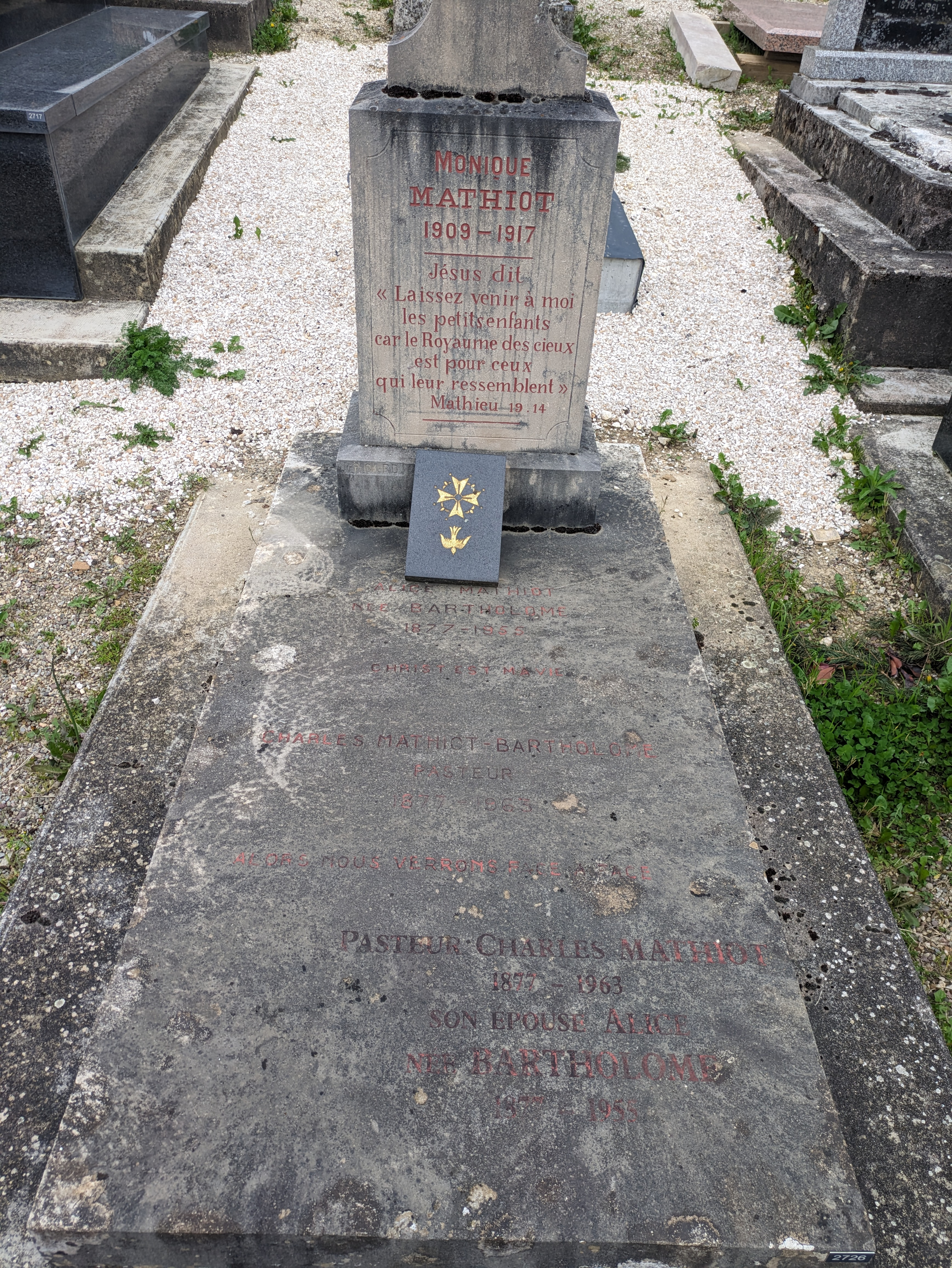
Tombe de Charles Mathiot, dans l'ancien cimetière de Vesoul.

On dénombre peu de personnalités locales remarquables de confession protestante. Toutefois, depuis la création de la paroisse de Vesoul, la ville a accueilli une vingtaine de pasteurs depuis le milieu du XIXe siècle. Le pasteur ayant eu le plus long mandat à Vesoul est Charles Frédéric Mathiot qui officia en tant que pasteur de Vesoul pendant 41 années. Né à Hérimoncourt le 15 novembre 1877, Charles Mathiot débuta sa carrière de pasteur en 1901. Après avoir exercé à Hérimoncourt, puis à Saint-Julien-lès-Montbéliard, il arrive à Vesoul en 1913. En 1936, il refusa la fonction d'inspecteur ecclésiastique pour pouvoir rester dans la Paroisse de Vesoul, où il prendra sa retraite en 1954. Il meurt à Vesoul le 23 mai 1963 et fut enterré dans le cimetière communal. Son fils, Étienne Mathiot, lui aussi pasteur, grandit à Vesoul et fut scolarisé au lycée Gérôme.
Les pasteurs de Vesoul
Environ une vingtaine de pasteurs se sont succédé depuis la création de l'organisation de la communauté protestante de Vesoul. Charles Mathiot est quant à lui le pasteur ayant eu le mandat le plus long (41 années),.
- 1853 - 1856 : Gustave Parrot
- 1856 - 1856 : Charles Nessler
- 1856 - 1859 : Louis Zwilling
- 1859 - 1860 : Jean-Michel Hœmmerlin
- 1860 - 1867 : Eugène Racine
- 1867 - 1879 : Charles Bartholomé
- 1879 - 1884 : Adolphe Weber
- 1885 - 1888 : Paul Fonbrune-Berbinau
- 1888 - 1913 : Eugène Bernard
- 1913 - 1954 : Charles Mathiot
- 1954 - 1963 : Michel Dautry
- 1963 - 1975 : Bernard Meyer
- 1975 - 1976 : Pierre Fourdrinoy
- 1977 - 1979 : Michel Marlier
- 1985 - 1993 : Raymond Rouzot
- 1995 - 2000 : Patrick Torang
- 2001 - 2004 : Armand Schluchter
- 2004 - 2018 : Anne-Claire Bretegnier
- 2018 - 2020 : Eliane Stengel-Blaind
- 2020 - 2022 : Georges Massengo
- Depuis 2022 : ?